# Renata Berger
Renata Berger (ur. 14 września 1954 w Warszawie) – polska aktorka teatralna, filmowa i telewizyjna, a także dubbingowa. Znana jest m.in. z seriali telewizyjnych Na dobre i na złe oraz Warto kochać.
W 1980 roku ukończyła studia na Wydziale Aktorskim PWSFTviT w Łodzi. Rok później, 30 października, zadebiutowała w teatrze.

## Teatr
- Teatr Dramatyczny w Słupsku: 1980–1982
- Teatr Narodowy w Warszawie: 1982–1990
- Teatr Północny w Warszawie: 1990–1992
- Zespół Janusza Wiśniewskiego: sezon 1992/1993

### Spektakle teatralne (wybór)
- 1981: Hamlet i Hamlet jako Gertruda; Aktorka (reż. Marek Grzesiński)
- 1981: Biesy jako Aleksy Niłycz Kiriłłow (reż. Paweł Nowicki)
- 1982: Alicja w krainie czarów jako królowa (reż. P. Nowicki)
- 1982: Wizerunek śmierci... jako anioł (reż. Roman Kordziński)
- 1982: Wykład o Witkacym jako Tatiana (reż. Jowita Pieńkiewicz)
- 1982: Don Juan jako Elwira (reż. P. Nowicki)
- 1983: Cud mniemany, czyli Krakowiacy i Górale jako góralka (reż. Jerzy Krasowski)
- 1984: Jak wam się podoba jako Febe (reż. Krystyna Skuszanka)
- 1984: Letnicy jako Kaleria (reż. Józef Skwark)
- 1985: Życie jest snem jako Estrella (reż. K. Skuszanka)
- 1985: Achilles i panny jako Mirra (reż. Wacław Jankowski)
- 1986: Dom Bernardy Alba jako Amelia (reż. K. Skuszanka)
- 1987: Dziady jako anioł; Panna (reż. K. Skuszanka)
- 1988: Noc iguany jako nauczycielka (reż. Waldemar Matuszewski)
- 1988: Maskarada jako Pernilla (reż. K. Skuszanka)
- 1988: Dzieci Arbatu jako Nina Iwanowna (reż. J. Krasowski)
- 1989: Porwanie w Tiutiurlistanie jako Chytraska-lisica (reż. Paweł Galia)
- 1990: Rok 1935 i lata następne jako Nina (reż. J. Krasowski)
- 1990: Sześć postaci szuka autora jako aktorka (reż. J. Krasowski)
- 1991: Męczeństwo i śmierć Marata jako Simona Evrald (reż. M. Grzesiński)
- 1994: Rosencrantz i Guildenstern jako Gertruda (reż. Jacek Pazdro)

## Filmografia

### Filmy
- 1983: Austeria  jako żona Rudego Josełe
- 1988: Dekalog IX
- 1989: Sztuka kochania jako Wypychowa, pacjentka Pasików
- 1990: Kapitan Conrad
- 1990: Superwizja jako lekarka
- 1991: Przeklęta Ameryka
- 1991: Papierowe małżeństwo jako szefowa sklepu
- 1991: Niech żyje miłość
- 1991: Tak tak jako operatorka dźwięku w Tv
- 1993: Ewangelia według Harry’ego jako pielęgniarka
- 1994: Faustyna jako psychiatra
- 1995: Awantura o Basię jako matka Zygmunta
- 1997: Historie miłosne
- 2004: Nigdy w życiu! jako sędzia
- 2009: Rajskie klimaty jako Zofia Drabik

### Seriale telewizyjne
- 1984: Siedem życzeń jako Małgorzata Szukalska
- 1988–1991: W labiryncie jako:
  - ciężarna oczekująca na badanie USG
  - Krystyna, uczestniczka mitingów „Anonimowych Alkoholików”
- 1992: Żegnaj Rockefeller jako Irena Ruszkowska, mama Beaty
- 1995: Archiwista
- 1996: Awantura o Basię jako matka Zygmunta (odc. 7 i 8)
- 1996: Tajemnica Sagali jako wiedźma Teranon
- 1997: Klan jako Kostecka, organizatorka konwoju do Albanii
- 1997–1998: Z pianką czy bez jako Andrzejewska, była żona Stefana
- od 1999: Na dobre i na złe jako doktor Jadwiga Ziemiańska
- 2000: Miodowe lata jako pracownica kuratorium
- 2004: Samo życie jako sędzia Mokotowa prowadząca rozprawę przeciwko mecenasowi Edwardowi Leńskiemu
- 2005–2006: Warto kochać jako Zosia
- 2008: Pitbull jako matka Iwony Grzelak (odc. 23)
- 2010: Chichot losu jako sędzia (odc. 13)
- 2011: Siła wyższa jako nauczycielka (odc. 11)
- 2013–2014: Prawo Agaty jako sędzia (odc. 38 i 62)
- 2014: Na Wspólnej jako Helena Smolna
- 2015: Prokurator jako Mostowska (odc. 4)
- 2018: Korona królów jako Stanisława, dwórka królowej Jadwigi

### Dubbing
- 1973 Przygody rabbiego Jakuba jako Germaine Pivert
- 1993–1994: Karolina i jej przyjaciele jako miś Bum
- 1992–1997: X-Men –
  - Mystique,
  - różne głosy
- 1997: Pokémon –
  - Samuraj (odc. 4),
  - Violet (odc. 7, 61),
  - Damian (odc. 11),
  - Brutella i Nastina (odc. 19),
  - stara kobieta (odc. 20),
  - Tommy (odc. 34),
  - Tyra (odc. 36),
  - Mikey (odc. 40),
  - Timmy (odc. 53),
  - Otoshi (odc. 73),
  - jeden z dręczycieli Laprasa (odc. 84),
  - Hagatha i Nagatha (odc. 121),
  - narratorka filmu o Gligarmanie (odc. 138),
  - Benji (odc. 172),
  - Zachary (odc. 177),
  - Bucky (odc. 191),
  - młody Simon (odc. 195),
  - Dayton (odc. 212),
  - Marcellus (odc. 215),
  - Egan (odc. 240),
  - Nelson (odc. 259)
- 2000: Kajtuś
- 2006: Na psa urok jako sędzia Whitaker
- 2008: Przygody Sary Jane (starsza wersja dubbingu) jako Sarah Jane
- 2018: Mary Poppins powraca jako Ellen

## Życie prywatne
Włada językiem rosyjskim.